# Clorexidina
O gluconato de clorexidina (citado também como digluconato de clorexidina ou digliconato de clorexidina, ou simplesmente clorexidina) é um antisséptico químico, com ação antifúngica e bactericida, capaz de eliminar tanto bactérias  gram-positivas quanto gram-negativas. Possui também ação bacteriostática, inibindo a proliferação bacteriana.
Acredita-se que o mecanismo de ação ocorra através da ruptura da membrana celular, e não pela inativação por ATPase como se pensava anteriormente.[carece de fontes?]
Em 1979, a Clorexidina foi considerada pelo World Health Organization (WHO, Organização das Nações Unidas - ONU) como substância essencial e passou a ser um produto de primeira escolha.
Sua toxidade conforme a DL 50 é de 1.800 mg/kg/dia (peso corporal) o que a torna praticamente atóxica, além de não ser poluente e não exalar gases.
Produtos contendo o Gluconato de Clorhexidina em altas concentrações devem ser mantidos longe dos olhos (podendo causar úlceras de córnea) e do ouvido médio (podendo provocar surdez), entretanto é utilizado em pequenas concentrações em algumas soluções para lentes de contato.

## Aplicações dentais
Ver também: Antissépticos, Antisséptico bucal
Em otologia, geralmente é utilizado como ingrediente ativo em exaguantes bucais para combater a placa bacteriana e outras bactérias orais.
Produtos a base de gluconato de clorexidina geralmente são utilizados no combate ou prevenção de afecções gengivais, como a gengivite. De acordo com a Colgate, não há provas de que o gluconato de clorexidina reduza cálculos subgengivais e em alguns estudos, foi capaz de aumentar esse depósito.

## Desativação
A clorexidina é desativada por compostos aniônicos, incluindo o surfactante aniônico comumente utilizado como detergente em cremes dentais e soluções bucais. Por essa razão, soluções para enxágue bucal à base de clorexidina devem ser usadas, no mínimo, trinta minutos após outros produtos dentais. Para melhores efeitos, comer, beber, fumar e utilizar soluções de enxágüe devem ser evitada por no mínimo 30 minutos após o uso.

## Outras aplicações
O Gluconato de clorexidina também é utilizado em aplicações não-dentais. É geralmente utilizado na limpeza da pele em pré-operatórios e também em alguns pequenos procedimentos invasivos como substituto a soluções contendo iodo.
Tipos de aplicação não-dentais:
- Desinfecção das mãos e preparo da pele para cirurgias ou procedimentos médicos;
- Preparo da pele para procedimentos cirúrgicos;
- Descolonização da pele, em pacientes que tem algum tipo de bactéria multirresistente em colonização;
- Uso veterinário (cães e gatos), para limpeza de feridas e procedimentos cirúrgicos.

A Clorexidina também é considerada  eficaz para sanitizar e desinfetar equipamentos, utensílios, superfícies, ambientes e também é utilizado na limpeza CIP. É utilizada em frigoríficos, abatedouros, laticínios, e indústrias de alimentos em geral.[carece de fontes?]